# Caso Vitaldent
El Caso Vitaldent, es el término por el que los medios bautizaron a la causa abierta por la Jueza de instrucción 2 de Majadahonda por supuesto fraude de la cúpula directiva de las clínicas dentales. El caso trascendió a la Audiencia Nacional.
El 17 de febrero de 2016 fueron enviados a prisión los principales implicados en la causa, entre ellos el propietario de la cadena de clínicas dentales Ernesto Colman y el vicepresidente, Bartolomé Conde. Además, fueron detenidas otras 11 personas con cargos de dirección.
La trama se destapa a partir de las denuncias de varias franquicias que estaban obligadas a cobrar en metálico a sus pacientes y pagar en negro un 10% de su facturación a Colman.
Se calcula que la cúpula recibía cada año 17,2 millones de euros en negro, solamente de las 146 clínicas propias que tenía la cadena. Fueron acusados por blanqueo de capitales, fraude a la Hacienda pública y estafa.
Tras permanecer 15 meses en prisión preventiva, el Juez de la Audiencia Nacional Eloy Velasco, dejó en libertad bajo fianza de 100.000 euros a Colman y  Bartolomé Conde. También fueron exculpados otros directivos implicados.